# خليل السلطان
العميد خليل السلطان معاون رئيس المخابرات العراقيه في عهد الرئيس الراحل صدام حسين ولد في مدينة الشرقاط عام 1950م. وهو خريج كلية الشرطة، وحصل على إجازة القانون من جامعة بغداد. عمل في المخابرات العراقية.

## رسالة السلطان
د. عمر قاسم العزاوي هذه شهادتي سمعتها من معاون مدير جهاز المخابرات خليل السلطان في أربيل قبل فترة، علما أني لم يسبق لي معرفة بالرجل، ولكن كان عن طريق أحد الأصدقاء، والتقينا به قدرا دون سابق موعد، وسأسردها كما ذكرها، يقول السلطان:
بعد الانتهاء من الحرب العراقية الإيرانية عام 88، أتجه العراق إلى تعزيز مكانته العسكرية في تصنيع الأسلحة بكل أنواعها، فقد أحس بنشوة النصر، وأراد أن يطور قدراته العسكرية آنذاك، وكان حينها لازال برزان التكريتي في سويسرا، فجاءه إتصال من شمعون بيريز على الهاتف الأرضي، وطلب منه أن ينقل رسالة إلى صدام حسين، مفادها:
أبلغ الرئيس صدام، هل السلاح الذي تصنعونه موجه إلى إسرائيل؟ أم إلى دول الخليج وإيران؟ فإن كانت الثانية فنحن لسنا ضدها وإن كانت الأولى فلن نقبل بها إطلاقا!!
قام برزان التكريتي بإرسال رسالة شرح فيها ما جرى بينه وبين بيريز والكلام للسلطان، وبعد أسبوعين من الرسالة، هاتفه صدام قائلا:
ما هذه الرسالة؟ قال سيدي كما هو موضح فيها لم أضف عليها أي شيء فهي نصية، فقال له بالحرف الواحد:
قل له يضرب رأسه بالحائط!!
بعد مدة وجيزة اتصل بيريز ليعرف الرد، فكان ما قاله صدام، فقال لبرزان بالحرف الواحد:
سنحفر لكم حفرة لن تخرجوا منها ابدا!!"